# Virus SFTS
El Virus SFTS (VSFTS o SFTSV) es un phlebovirus de la familia Phenuiviridae. Parece estar más estrechamente relacionado con el serogrupo del virus Uukuniemi que con el grupo de la fiebre de la mosca de arena. Es miembro del serocomplejo del virus Bhanja.
El cuadro clínico que provoca se conoce como Fiebre Severa con Síndrome Trombocitopénico (FSST en español), (Severe Fever with Trhombocytopenia Syndrome SFTS en inglés.)
El SFTS es una enfermedad infecciosa emergente, que ha sido recientemente descrita en el noroeste y centro de China. El SFTS tiene una mortalidad del 12% pudiendo llegar al 30% en algunas áreas. Los mayores síntomas clínicos del SFTS son: fiebre, vómitos, diarrea, fallo multiorgánico, trombocitopenia, leucopenia, y niveles elevados de enzimas hepáticas.

## Historia
En 2009 Xue-jie Yu y colaboradores aislaron el virus SFTS (SFTSV) de unos pacientes que presentaban el síndrome.

## Genoma
El genoma del virus ha sido secuenciado. Posee tres segmentos grandes (L), medianos (M) y pequeños (S), se han identificado seis proteínas. Una ARN polimerasa ARN dependiente (RdRp), un precursor de una glicoproteína (M), una glicoproteína N (Gn), una glicoproteína C (Gc), una nucleoproteína (NP), y una proteína no estructural (NSs).
El segmento L codifica par la ARN polimerasa y posee 2084 residuos de aminoácidos.
El segmento M codifica para un marco abierto de lectura que se traduce en un bloque de 1073 aminoácidos precursor de las glicoproteínas (Gn y Gc).
El segmento S posee 1744 nucleótidos de ARN doble sentido codificando dos proteínas, la N y la NS. Estas se leen en orientaciones opuestas y se encuentran separadas por una región intergénica de 62 nucleótidos.

## Ciclo de vida
Aún no se conoce con exactitud el ciclo de vida del SFTSV, pero lo más probable parece ser que involucra a vectores artrópodos y a algunos mamíferos anfitriones, entre los que se incluyen gatos, ratones, erizos, comadrejas,  pósums y yaks. Al parecer los humanos son anfitriones accidentales, y no juegan un rol esencial en el ciclo de vida del SFTSV. Se ha detectado el virus del SFTS en las garrapatas Haemaphysalis longicornis y Rhipicephalus microplus. La ruta de transmisión del SFTSV todavía es desconocida, pero la transmisión persona a persona aparenta ser inexistente, o al menos no desempeñar un rol de importancia.

## Epidemiología
Este virus ha sido encontrado en las provincias chinas de Anhui, Henan, Hubei, Jiangsu, Liaoning y Shandong. El SFTS aparece principalmente en áreas rurales, en los meses de marzo a noviembre, con una mayoría de casos entre abril y julio.
El virus también ha causado muertes en Corea y Japón.